# Malvern (Iowa)
Malvern es una ciudad ubicada en el condado de Mills en el estado estadounidense de Iowa. En el Censo de 2010 tenía una población de 1142 habitantes y una densidad poblacional de 369,29 personas por km².

## Geografía
Malvern se encuentra ubicada en las coordenadas 41°0′27″N 95°35′8″O / 41.00750, -95.58556. Según la Oficina del Censo de los Estados Unidos, Malvern tiene una superficie total de 3.09 km², de la cual 3.09 km² corresponden a tierra firme y (0%) 0 km² es agua.

## Demografía
Según el censo de 2010, había 1142 personas residiendo en Malvern. La densidad de población era de 369,29 hab./km². De los 1142 habitantes, Malvern estaba compuesto por el 97.72% blancos, el 0.26% eran afroamericanos, el 0.44% eran amerindios, el 0.18% eran asiáticos, el 0% eran isleños del Pacífico, el 0.09% eran de otras razas y el 1.31% pertenecían a dos o más razas. Del total de la población el 0.79% eran hispanos o latinos de cualquier raza.